# Keith Wright
Keith Andre Wright (Suffolk, Virginia, 22 de julio de 1989) es un baloncestista estadounidense que actualmente se encuentra sin equipo. Con 1,96 metros de estatura, juega en la posición de pívot.

## Trayectoria deportiva

### Universidad
Jugó cuatro temporadas con los Crimson de la Universidad de Harvard, en las que promedió 10,8 puntos, 6,8 rebotes y 1,3 tapones por partido. En su temporada júnior fue incluido en el mejor quinteto de la Ivy League y elegido Jugador del Año de la conferencia.

### Profesional
Tras no ser elegido en el Draft de la NBA de 2012, fichó en el mes de octubre por el Uppsala Basket de la liga sueca. Jugó una temporada en la que promedió 14,2 puntos y 8,9 rebotes por partido.
El 16 de julio de 2013 fichó por el Energa Czarni Słupsk de la liga polaca, abandonando el equipo en enero de 2014 para regresar al Uppsala Basket, donde acabó la temporada.
El i de noviembre de 2014 es elegido por los Austin Spurs en la tercera ronda del Draft de la NBA Development League. con los que disputó una temporada en la que promedió 5,9 puntos y 6,7 rebotes por partido.
El 23 de febrero de 2016 fue traspasado a los Westchester Knicks a cambio de Wesley Saunders.
En 2019 jugó en la Liga Sudamericana de Baloncesto para el equipo ecuatoriano de Piratas de Los Lagos.